# 真如 (東本願寺)
真如（しんにょ、眞如）は、江戸時代中期の浄土真宗の僧。東本願寺第十七代法主 。東本願寺第十六代 一如の甥。

## 生涯
本ページでは、年齢は、数え年。日付は、暦の正確性、著作との整合を保つため、貞享元年12月30日（1685年2月3日 ）までは、宣明暦表示。 貞享2年1月1日（1685年2月4日）からは、貞享暦表示とする（生歿年月日を除く）。また本山は、「本願寺」が正式名称だが、「西本願寺」との区別の便宜上、「東本願寺」と表記。
天和2年2月10日（1682年3月18日）、東本願寺第十五代 常如の長男として誕生。母は家女房。近衛家熙の猶子となる。
元禄6年（1693年）8月28日に得度して法眼となり、12月19日に大僧都に任ぜられる。元禄7年（1694年）2月に法印となり、元禄10年（1697年）9月30日に正僧正に転じる。
元禄13年（1700年）4月、一如が示寂し、第十七代法主を継承。元禄14年（1701年）6月16日に大僧正となる。
在職中、大谷祖廟の改築や、難波御堂（現、真宗大谷派 難波別院）や山科別院長福寺の再建を遂げ、また、学寮に講師職を設けるなどの功績を残す。
延享元年10月2日（1744年11月5日）、63歳にて示寂。